# 彩虹湾公园
彩虹湾公园前称虹湾绿地，是上海市虹口区北部的一座小型城市公园，服务于周边的彩虹湾动迁房、保障房社区。公园位于虹湾路东端终点、铁路北杨线与南何线交汇处，占地面积1.67公顷，于2017年底建成开放。2023年，又在公园南侧建成彩虹湾双拥园。
公园2023年被评为江湾镇街道的“新江湾十景”。

## 公园特色
彩虹湾公园原址为上海第二纺织机械厂，工厂废弃后部分用于建设变电站。公园由上海市园林设计院设计，特色为“低影响开发”，基本保留原有地形，弱化人工干预；变电站原位保留，通过绿化配置尽量遮挡，减少景观影响。公园基于“海绵城市”理念，在景观湖周边设置雨水花园，以期达到滞留和调蓄雨水的作用，公园内的道路也采用了透水路面进行铺装。景观湖北部设有亲水栈道，位于湖面常水位下方一米，可供游客近距离水中穿梭。
公园内种植有2000余平米粉黛乱子草，是上海较早种植此类植物的城市公园之一，每年9至11月可形成“粉色花海”，吸引游客观赏。

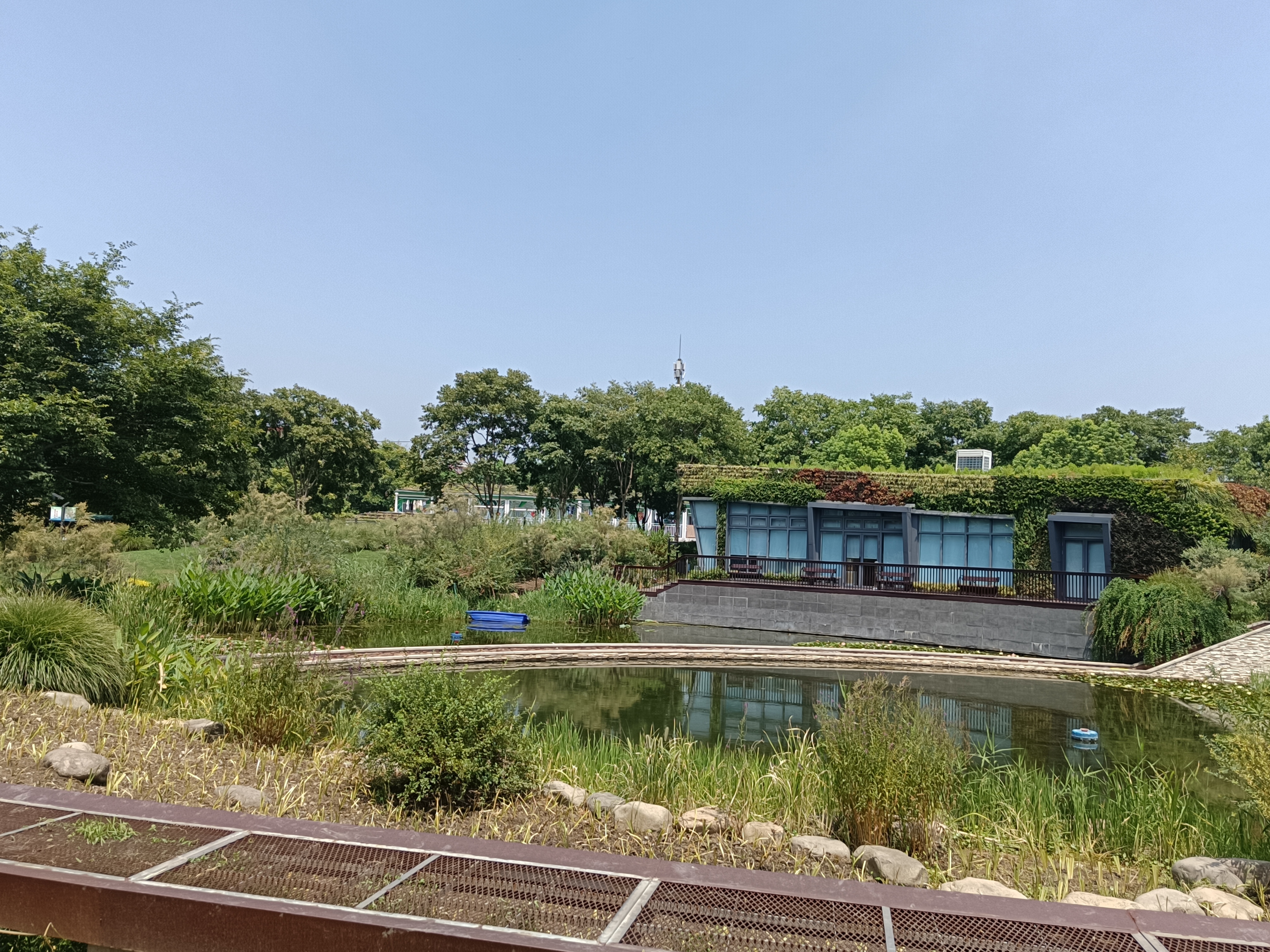
公园景观湖
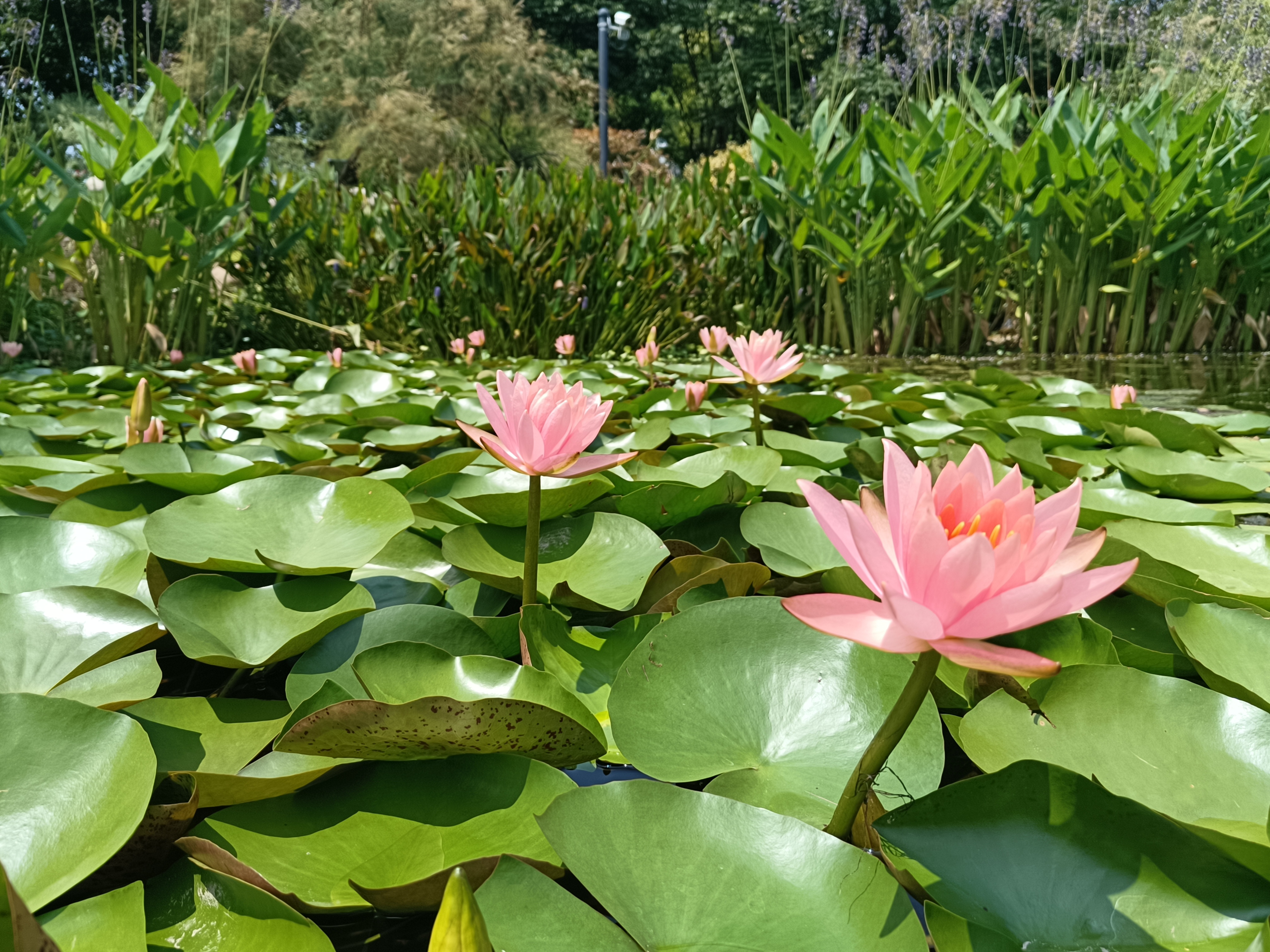
景观湖内的荷花
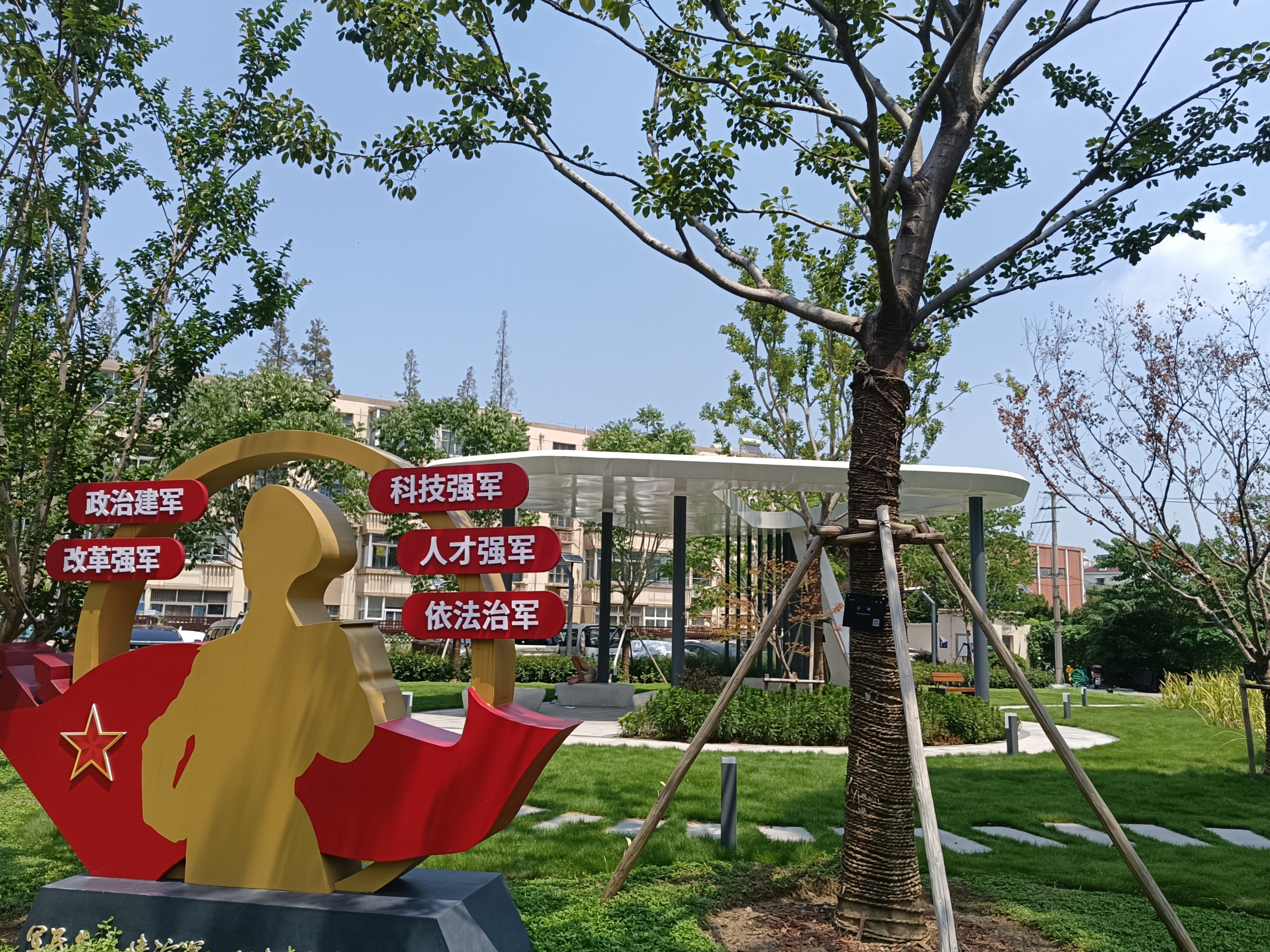
彩虹湾双拥园